# Asaphida
Los asáfidos (Asaphida) son un orden de la clase Trilobita. Aparecen en el registro fósil en la transición entre la Época 2 y la Época 3 del Cámbrico, extinguéndose en el Silúrico temprano. El reconocimiento de los Asaphida y Proetida como órdenes es relativamente reciente puesto que antes eran incluidos dentro de los Ptychopariida.
La orden de los Asaphida incluye entre otros, la familia Asaphidae donde encontramos los géneros Asaphus.